# Callopistria thermochroa
Callopistria thermochroa là một loài bướm đêm trong họ Noctuidae.